# Escuela náutica de recreo
Una escuela náutica de recreo es un centro de formación que tiene atribuida la impartición, evaluación y certificación de cualquiera de las prácticas básicas, cursos de formación y/o prácticas complementarias relativas a las titulaciones náuticas de recreo. En España, la Dirección General de la Marina Mercante y las consejerías con competencias en náutica de recreo son las encargadas de homologar a las escuelas náuticas de recreo.